# Геланьтань
ГЕС Геланьтань (戈兰滩水电站) — гідроелектростанція на півдні Китаю у провінції Юньнань. Знаходячись між ГЕС Jufudu (вище по течії) та ГЕС Tukahe, входить до складу каскаду на річці Лісяньцзян (у В'єтнамі — Да), правій притоці Хонгхи (біля Хайфона впадає у Тонкінську затоку Південно-Китайського моря).
У межах проекту річку перекрили греблею з ущільненого котком бетону висотою 113 метрів та довжиною 466 метрів, яка потребувала 1,35 млн м3 матеріалу. Ця споруда утримує водосховище з об'ємом 409 млн м3, в якому припустиме коливання рівня поверхні у операційному режимі між позначками 446 та 456 метрів НРМ (під час повені останній показник збільшується до 457,3 метра НРМ).
Розташований на лівому березі Лісяньцзян за чверть кілометра від греблі машинний зал обладнали трьома турбінами типу Френсіс потужністю по 150 МВт, які забезпечують виробництво 2 млрд кВт-год електроенергії на рік.